# Балка Мечетна
Балка Мечетна (рос. Б. Мечетная) — балка (річка) в Україні у Синельниківському районі Дніпропетровської області. Права притока річки Вовчої (басейн Дніпра).

## Опис
Довжина річки — 11 км, похил — 5,9 м/км, площа басейну — 52,6 км², найкоротша відстань між витоком і гирлом — 14  км, коефіцієнт звивистості річки — 1,47. Формується декількома балками та загатами. На деяких ділянках  балка пересихає.

## Розташування
Бере початок на південно-західній околиці села Орли. Тече переважно на південний захід через села Мечетне та Гапоно-Мечетне і на південно-західній околиці міста Покровське впадає у річку Вовчу, ліву притоку річки Самари за 128 км. від гирла.

## Цікаві факти
- У XIX столітті на балці біля гирла існувало багато вітряних млинів[1], а у XX столітті — багато газгольдерів та газових свердловин[3].